# Patrícia França
Patrícia França Monteiro de Oliveira (Recife, 28 de septiembre de 1971) es una actriz brasileña.
Comenzó su carrera en el teatro aún niño y ganó premios, entre ellos por la pieza A Ver Estrelas. Su primer trabajo de repercusión nacional fue en la miniserie Tereza Batista, producida por la Rede Globo. En la Red Globo, ganó destaque en las novelas Sonho Meu, Suave veneno (siendo portada de la banda sonora nacional) y A Padroeira, además de una participación especial en Chocolate con pimienta.
Recientemente, regresó a la Red Globo e integró el elenco de la 22ª temporada de Malhação interpretando a Delma, madre de un adolescente que sueña con ser un rockstar.

## Vida personal
Se casó con el actor Ilya São Paulo entre 1995 y 1997 y con el analista de sistemas Paulo Lins entre 1999 a 2006, siendo este el padre de su primera hija, Fernanda. En 2008, se casó con el empresario Wagner Pontes, con quien tuvo su segundo hijo, Gabriel.

## Obra

### En televisión
| Año       | Título                                   | Papel                                      |
| --------- | ---------------------------------------- | ------------------------------------------ |
| 1992      | Tereza Batista                           | Tereza Batista                             |
| 1993      | Renascer                                 | Maria Santa (1ª fase)                      |
| 1993      | Sonho Meu                                | Cláudia Lins                               |
| 1995      | Engraçadinha: Seus Amores e Seus Pecados | Monja                                      |
| 1995      | Você Decide                              | Dalva (episodio: Pacto de Silêncio)        |
| 1995      | Caso Especial                            | Nevinha (episodio A Farsa da Boa Preguiça) |
| 1996      | O Fim do Mundo                           | Lucilene Barbosa                           |
| 1996      | Salsa e Merengue                         | Madalena Sobral                            |
| 1998      | Você Decide                              | (episodio: Guerra Suja)                    |
| 1998      | Você Decide                              | Rosana (episodio: O Doce Sabor do Sucesso) |
| 1998      | Terça Nobre                              | Nanci (episodio: Oliver Twist e Didi)      |
| 1999      | Suave veneno                             | Clarisse Ribeiro                           |
| 2001      | A Padroeira                              | Blanca de Sevilla                          |
| 2004      | Chocolate con pimienta                   | Drª. Sofia Menezes                         |
| 2004      | La esclava Isaura                        | Rosa Cunha Almeida                         |
| 2005      | Prova de Amor                            | Diana Alba                                 |
| 2007      | Luz do Sol                               | Eliana Souza                               |
| 2009      | Poder paralelo                           | Nina Fagundes                              |
| 2014-2015 | Malhação                                 | Delma Ramos                                |
| 2021      | Génesis                                  | Bilha                                      |

### Cinema
| AÑo  | Título                                     | Papel                     | Notas                   |
| ---- | ------------------------------------------ | ------------------------- | ----------------------- |
| 1991 | A Última Terra                             |                           | Directamente para vídeo |
| 1992 | Contos de Balneário                        |                           | Directamente para vídeo |
| 1993 | O Calor da Pele                            | Zélia                     |                         |
| 1994 | Chuvas e Trovoadas                         | Hija de professor         | Cortometraje            |
| 1996 | Tieta do Agreste                           | Imaculada / Tieta (jovem) |                         |
| 1999 | Orfeu                                      | Eurídice                  |                         |
| 2000 | Chega de Cangaço                           | Atriz                     |                         |
| 2003 | As Tranças de Maria                        | Maria                     |                         |
| 2008 | Mãos de Vento, Olhos de Dentro             | Madre de Tico             | Cortometraje            |
| 2009 | Flordelis - Basta uma Palabra para Cambiar | Madre de Beá              |                         |

### En teatro
- 1985 - A Ver Estrelas
- 1994 - Peer Gynt.... Solveig
- 1994 - Aladim.... Jasmine
- 1995 - Péricles, príncipe de Tiro.... Marina
- 2002 - Terceiras Intenções.... Ana Paula
- 2006 - A Beata Maria do Egito.... beata
- 2015 - Ou Tudo ou Nada[8]
- 2016 - Quando Eu For Mãe, Quero Amar Desse Jeito[9]